# Paraxestoleberis
Paraxestoleberis is een geslacht van kreeftachtigen uit de klasse van de Ostracoda (mosselkreeftjes).

## Soort
- Paraxestoleberis posteroaccuminata Warne, Whatley & Blagden, 2006